# Mick Mac Adam
Mick Mac Adam is een Belgische stripreeks getekend door André Beniest onder het pseudoniem Benn. Voor de eerste reeks van avonturen schreef Stephen Desberg de scenario's. Voor de tweede reeks waren de scenario's van de hand van Luc Brunschwig.

## Inhoud
In de eerste reeks van avonturen is Mick Mac Adam een detective, gekleed in Schotse kledij (inclusief kilt, sporran en muts), die esoterische mysteries - soms humoristisch - oplost. Deze mysteries hebben vaak bovennatuurlijke invloeden, al kunnen ze uiteindelijk ook een aardse oorsprong hebben. Een terugkerende bijfiguur is inspecteur Daydream, een incompetente en lachwekkende inspecteur van politie.
In de tweede reeks van avonturen is Mick Mac Adam iemand die een mysterie probeert te ontrafelen aangaande zijn verdwenen ouders, waarbij hij terechtkomt in een fantasy-avontuur met een grimmige setting. Hij leert een moerasvolkje kennen dat vervolgens door de Britse regering wordt ingezet in de loopgraven van de Eerste Wereldoorlog.

## Publicatiegeschiedenis

### Avonturen van Mick Mac Adam
In 1978 legde Benn zijn idee om een verhaal te maken over een Schotse speurder die betrokken zou worden bij esoterische en mysterieuze misdaden voor aan Stephen Desberg. Samen presenteerden ze dit idee vervolgens aan de redactie van Robbedoes en de toenmalige hoofdredacteur Alain De Kuyssche. 
Het was in mei 1978 dat het eerste korte verhaal van Mick Mac Adam getiteld De vergrendelde deur verscheen in het stripblad Robbedoes nummer 2091. 
De eerste korte verhalen waren redelijk humoristisch, terwijl het toch een semi-realistische detectivestrip was. Dit kwam doordat het blad Robbedoes humor hoog in het vaandel had staan; pas later werd de reeks meer realistisch. Benn streefde ernaar om een sfeer te scheppen waarbij hij dreiging in het verhaal kon loodsen, maar zo dat deze niet expliciet werd gezien de doelgroep.
Na een aantal korte verhalen maakten Benn en Desberg hun eerste lange verhaal getiteld De tiran van Midnight Cross. Dit verhaal draait om de lans van Lucullus, een Romeinse soldaat door wiens toedoen 
de zoon van God vermoord zou zijn. Dit verhaal werd in 1980 gepubliceerd in Robbedoes van nummer 2208 tot en met 2228.
In 1991 verschijnt een parodie van twee pagina's in het album Stripspotters 2, waar Mick Mac Adam rust zoekt in een hutje in Canada, waar hij wordt verleid door de vrouw des huizes. Dit verhaal tekende Benn in 1988. Later kreeg dit naamloze verhaal de titel Mick Mac Adam in Canada.
In totaal verschijnen er 21 verhalen in deze eerste reeks en een 22e kortverhaal bij het verschijnen van een album van uitgeverij Arcadia. 
Chronologisch zitten tussen het 21e en 22e verhaal de verhalen uit de tweede reeks, De nieuwe avonturen van Mick Mac Adam.
| Nr | Orig.   | Titel                              | Tekenaar | Scenarist       | Aantal pagina's | Jaar      | 1e Publicatie                          |
| -- | ------- | ---------------------------------- | -------- | --------------- | --------------- | --------- | -------------------------------------- |
| 1  | 1978-05 | De vergrendelde deur               | Benn     | Stephen Desberg | 8               | 1978      | Robbedoes nr 2091                      |
| 2  | 1978-08 | De vervloekte dwerg                | Benn     | Stephen Desberg | 13              | 1978      | Robbedoes nr 2104-2105                 |
| 3  | 1979-03 | De veerman van de dood             | Benn     | Stephen Desberg | 12              | 1979      | Robbedoes nr 2133-2134                 |
| 4  | 1979-04 | Het vervloekte bos                 | Benn     | Stephen Desberg | 4               | 2006      | Het ijzeren kruis (2006)               |
| 5  | 1979-05 | De vreemde bezoeker van mister Wax | Benn     | Stephen Desberg | 11              | 1979      | Robbedoes nr 2146-2147                 |
| 6  | 1979-09 | Het weerspannige koffertje         | Benn     | Benn            | 2               | 1979      | Robbedoes nr 2161                      |
| 7  | 1980    | Het spook van het Zwin             | Benn     | Stephen Desberg | 1               | 1980      | Er waren eens... Belgen (1980)         |
| 8a | 1980-07 | Hou dat toch maar in de gaten      | Benn     | Stephen Desberg | 3/4             | 1980      | Robbedoes nr 2207                      |
| 8b | 1980-08 | De tiran van Midnight Cross        | Benn     | Stephen Desberg | 44              | 1980      | Robbedoes nr 2208-2228                 |
| 9  | 1982-01 | Ivoren handen                      | Benn     | Stephen Desberg | 46              | 1982      | Robbedoes nrs 2282-2291                |
| 10 | 1982-11 | Het leprozenbos                    | Benn     | Stephen Desberg | 45              | 1982-1983 | Robbedoes nrs 2327-2339                |
| 11 | 1983-12 | Moorden op niveau                  | Benn     | Stephen Desberg | 11              | 1983      | Robbedoes nr 2383                      |
| 12 | 1984-03 | Het landhuis                       | Benn     | Stephen Desberg | 12              | 1984      | Robbedoes nr 2400                      |
| 13 | 1984-08 | Zo jong, zo mooi, zo dood          | Benn     | Stephen Desberg | 10              | 1985      | Moorden op niveau (1985)               |
| 14 | 1985-02 | Diableros                          | Benn     | Stephen Desberg | 26              | 1999      | Diableros (1999)                       |
| 15 | 1985-02 | De macabere werf                   | Benn     | Stephen Desberg | 18              | 1999      | Diableros (1999)                       |
| 16 | 1985-05 | De tand des doods                  | Benn     | Stephen Desberg | 11              | 1985      | Robbedoes nr 2456                      |
| 17 | 1985    | De laatste jacht                   | Benn     | Stephen Desberg | 13              | 1985      | Moorden op Niveau (1985)               |
| 18 | 1985-11 | Carnaval                           | Benn     | Stephen Desberg | 11              | 1985      | Robbedoes nr 2482                      |
| 19 | 1986-01 | Nocturne in nachtmerrie majeur     | Benn     | Stephen Desberg | 11              | 1986      | Robbedoes nr 2494                      |
| 20 | 1987-03 | De vijf spiegels                   | Benn     | Stephen Desberg | 46              | 1986      | Robbedoes nrs 2555-2558                |
| 21 | 1988    | Mick Mac Adam in Canada            | Benn     | Benn            | 2               | 1991      | Stripspotters 2 (1991)                 |
| 27 | 2002    | Die nacht bij uitgeverij Arcadia   | Benn     | Stephen Desberg | 1               | 2002      | De veerman van de dood (2002, Arcadia) |

Het verhaal Diableros bestaat uit vijf delen, te weten Het tribunaal van de tombe (9 pagina's), Waarschuwingen (5 pagina's), Het bos der leprozen (6 pagina's), De sabbat (13 pagina's) en Het oordeel van Ahrjman (12 pagina's).

### Nieuwe avonturen van Mick Mac Adam
In 1998 startte uitgeverij Arcadia met het uitgeven van verhalen uit de eerste reeks. Zij vroegen Benn deze uitgaven te signeren en dit leidde ertoe dat Benn uitgeverij Dargaud wist te interesseren voor een vernieuwde Mick Mac Adam. Ditmaal met Luc Brunschwig als scenarist. Benn zette in deze nieuwe reeks een minder rond getekende Mick Mac Adam neer en het geheel oogt volwassener. De verhalen, die worden uitgebracht als De nieuwe avonturen van Mick Mac Adam, zijn grimmiger dan de eerste verhalen. Deels spelen ze in de loopgraven van de Eerste Wereldoorlog en waar eerst enkel al het bovennatuurlijke werd ontmaskerd en vaak werd teruggebracht naar de gewone wereld, is de fantasy in deze tweede versie van de reeks verankerd in de verhaallijnen. De strip houdt het in het midden van de fantasy en de heroic fantasy.
De vijf verhalen die gemaakt worden in deze tweede reeks zijn eigenlijk een doorlopend verhaal.
| Nr | Orig.   | Titel                     | Tekenaar | Scenarist      | Aantal pagina's | Jaar | 1e Publicatie                    |
| -- | ------- | ------------------------- | -------- | -------------- | --------------- | ---- | -------------------------------- |
| 22 | 2001-09 | De onthoofde minnaars     | Benn     | Luc Brunschwig | 46              | 2001 | De onthoofde minnaars (2001)     |
| 23 | 2002-10 | De barbaarse koning       | Benn     | Luc Brunschwig | 46              | 2002 | De barbaarse koning (2002)       |
| 24 | 2004-06 | De knockers               | Benn     | Luc Brunschwig | 46              | 2004 | De knockers (2004)               |
| 25 | 2006-04 | De amazone der duisternis | Benn     | Luc Brunschwig | 46              | 2007 | De amazone der duisternis (2007) |
| 26 | 2007-07 | Verdun                    | Benn     | Luc Brunschwig | 54              | 2009 | Verdun (2009)                    |

### Tekstverhalen
Van Mick Mac Adam zijn twee tekstverhalen uitgebracht, dat wil zeggen verhalen over Mick Mac Adam met enige illustraties. 
| Nr  | Titel                    | Tekenaar | Scenarist |
| --- | ------------------------ | -------- | --------- |
| T01 | Het ijzeren kruis        | Benn     |           |
| T02 | Er was eens in Schotland | Benn     |           |

Het tekstverhaal Er was eens in Schotland bevat twee illustraties door Benn; deze twee illustraties zijn het eerst gepubliceerd in Robbedoes als aankondiging en beschrijving van het verhaal De vervloekte dwerg. 

## Albums
Alle verhalen behalve De tand des doods zijn in albumvorm uitgegeven.

### Avonturen van Mick Mac Adam
Uitgeverij Dupuis begon de eerste serie van Mick Mac Adam begin jaren tachtig uit te geven, maar bracht maar twee albums uit. 
Uitgeverij Arcadia bracht in de periode 1998 tot 2006 vrijwel alle verhalen uit, ongekleurd. Dit werd gedaan in de zogenaamde Kleine reeks, deze albums zijn in A5-formaat. De volgorde van de verhalen is niet chronologisch.
| Jaar | Verhaal                     | Reeks / nr.        | Uitgever |
| ---- | --------------------------- | ------------------ | -------- |
| 1982 | De tiran van Midnight Cross | Mick Mac Adam nr 1 | Dupuis   |
| 1985 | Moorden op niveau           | Mick Mac Adam nr 2 | Dupuis   |

Het album Moorden op niveau uit 1985 bevat de verhalen Moorden op niveau, De laatste jacht, Het landhuis en Zo jong, zo mooi, zo dood.
| Jaar | Verhaal                     | Reeks / nr.               | Uitgever |
| ---- | --------------------------- | ------------------------- | -------- |
| 1998 | De vijf spiegels            | Mick Mac Adam (nr 6)      | Arcadia  |
| 1999 | Diableros                   | Mick Mac Adam (nr 5)      | Arcadia  |
| 2000 | Het leprozenbos             | Mick Mac Adam (nr 4)      | Arcadia  |
| 2001 | De onthoofde minnaars       | Greyline collectie (nr 1) | Arcadia  |
| 2001 | Ivoren handen               | Mick Mac Adam (nr 3)      | Arcadia  |
| 2002 | De veerman van de dood      | Mick Mac Adam (nr 1)      | Arcadia  |
| 2003 | De tiran van Midnight Cross | Mick Mac Adam (nr 2)      | Arcadia  |
| 2004 | De laatste jacht            | Mick Mac Adam (nr 7)      | Arcadia  |
| 2006 | Het ijzeren kruis           | Mick Mac Adam (nr 8)      | Arcadia  |

Het album Diableros van 1999 bevat twee verhalen: naast het titelverhaal namelijk ook het verhaal De macabere werf.
De uitgave in de Greyline collectie van Arcadia bevat een (ongekleurde) schetsversie van het Dargaud-album.
Het album De veerman van de dood uit 2002 bevat de vier verhalen: De vergrendelde deur, De vervloekte dwerg, De veerman van de dood en De vreemde bezoeken van mister Wax.
Het album De laatste jacht uit 2004 bevat de verhalen Zo jong, zo mooi, zo dood..., De laatste jacht, Moorden op niveau en Het landhuis.
Het album Het ijzeren kruis van 2006 bevat de verhalen Het weerspannige koffertje, Mick Mac Adam en het spook van het Zwin, Mick Mac Adam in Canada, Het vervloekte bos, Carnaval, Nocturne nachtmerrie in majeur en de twee tekstverhalen.
In 1980 bracht uitgeverij Le Lombard een stripbundeling uit met de titel Er waren eens... Belgen. Hierin is het verhaal Mick Mac Adam en het spook van het Zwyn opgenomen.
In 1991 bracht uitgeverij Arboris in de Parodiereeks het album Stripspotters 2 uit, waarin tekenaars hun eigen stripfiguren (erotisch) parodiëren. Benn tekende hiervoor het verhaal dat later de titel kreeg Mick Mac Adam in Canada.
In 1999 bracht Brabant Strip het album Schotland in het Vlaamse beeldverhaal uit, dat ook in het Engels werd uitgegeven als Scottish weekend. In deze uitgaven is vermoedelijk het tekstverhaal Mick Mac Adam: Er was eens in Schotland opgenomen.

### Nieuwe avonturen van Mick Mac Adam
| Jaar | Verhaal                | Reeks / nr.                  | Uitgever |
| ---- | ---------------------- | ---------------------------- | -------- |
| 2001 | De onthoofde geliefden | Mic Mac Adam nr 1            | Dargaud  |
| 2002 | De onthoofde minaars   | Mick Mac Adam nr 1 (2e druk) | Dargaud  |
| 2002 | De barbaarse koning    | Mick Mac Adam nr 2           | Dargaud  |
| 2004 | De knockers            | Mick Mac Adam nr 3           | Dargaud  |

Dargaud bracht in 2001 De onthoofde minnaars uit, waarbij de naam van de held foutief gespeld op de kaft staat. Dit werd in de 2e druk in 2002 gecorrigeerd, maar daar sloop een spelfout in de titel.
Na drie albums stopte Dargaud echter met de serie wegens tegenvallende verkoopcijfers.
Arcadia bracht daarop in 2007 en 2009 de laatste twee delen uit in de Millennium MM-collectie (ongekleurd).
| Jaar | Verhaal                   | Reeks / nr.                   | Uitgever |
| ---- | ------------------------- | ----------------------------- | -------- |
| 2007 | De amazone der duisternis | Millennium MM collectie nr 7  | Arcadia  |
| 2009 | Verdun                    | Millennium MM collectie nr 11 | Arcadia  |